# Leonida Lari
Leonida Lari (Bursuceni, 26 oktober 1949 – Chisinau, 11 december 2011) was een Roemeens politicus, schrijfster en journaliste. Vijftien jaar lang zetelde ze in het Parlement van Roemenië, waarvoor ze dit ook al 2 jaar deed in de Opperste Sovjet. 
Ze overleed op 62-jarige leeftijd.
- Gemeinsame Normdatei: 1197762159
- International Standard Name Identifier: 0000 0000 3536 0189
- Library of Congress Control Number: n94001084
- Virtual International Authority File: 9155149068555665730003
- WorldCat: E39PBJdcBxt6W7rfYKm4t9byBP